# Operacja Lava Jato

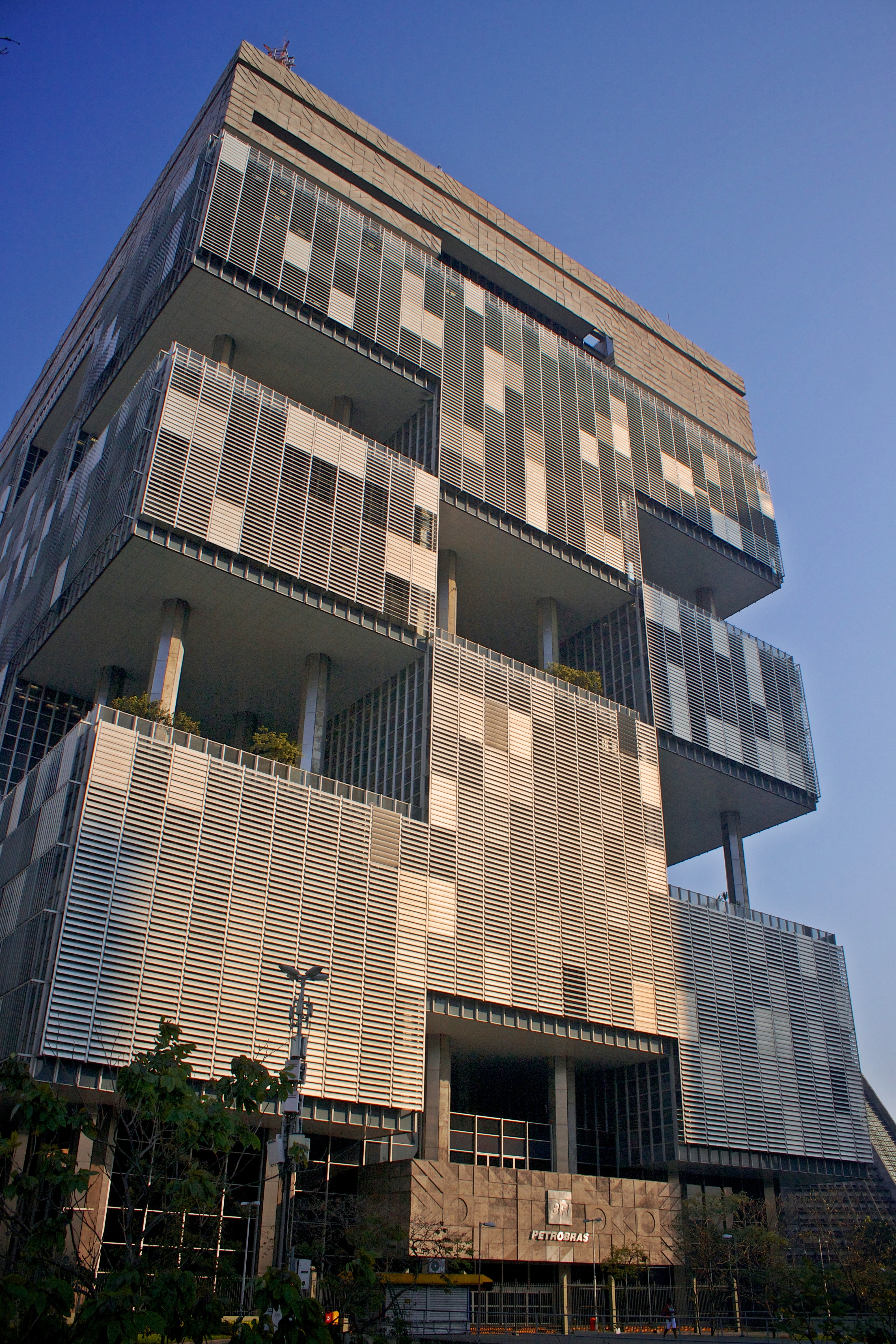
Siedziba firmy Petrobras

Operacja Lava Jato (port. Operação Lava Jato), dosłowne znaczenie to “Operacja Myjnia Samochodowa”. Jest to dochodzenie prowadzone od 17 marca 2014 przez brazylijską Policję Federalną, oddział w Kurytybie, któremu przewodniczy sędzia Sérgio Moro. Nazwa dochodzenia pochodzi od sieci stacji benzynowych i myjni samochodowych w Brazylii, które służyły jako pralnie brudnych pieniędzy.
Początkowo Lava Jato było tylko śledztwem dotyczącym prania pieniędzy, jednak wkrótce zostało rozszerzone na przypadki korupcji w firmie naftowej Petrobras. Wyszło na jaw, że dyrektorzy Petrobras przyjmowali łapówki od firm budowlanych w zamian za korzystne kontrakty. W sprawę jest zamieszanych wielu polityków, którzy mieli brać łapówki od firm powiązanych z Petrobras.
Lava Jato jest największym korupcyjnym śledztwem w historii Brazylii.

## Historia
Początkiem operacji Lava Jato był 2009 rok, kiedy to prowadzono śledztwo przeciwko José Janene, deputowanemu partii PP z miasta Londrina w stanie Paraná, który miał przyjąć R$ 4,1 mln łapówki. Zeznania przeciwko Janene złożył przedsiębiorca Hermes Magnus. Policja prowadziła dochodzenie przeciwko czterem grupom przestępczym, a kryptonimy tych akcji to: Dolce Vita, Casablanca, Bidone i Lava Jato. Ostatnia z nich nawiązywała do sieci myjni samochodowych i stacji benzynowych w Brasilii, gdzie dochodziło do prania pieniędzy. Połączono wszystkie cztery śledztwa w jedno i nadano mu wspólną nazwę Lava Jato. Monitorowanie komunikacji pomiędzy przestępcami doprowadziło policjantów do dyrektora Petrobras Paulo Roberto Costy, który przyjął od czarnorynkowego handlarza Alberto Youssefa samochód Range Rover Evoque o wartości R$ 250 tys.
Pierwsza faza operacji Lava Jato miała miejsce w marcu 2014 i przyniosła nakazy aresztowania dla 17 osób, w tym Youssefa i Costy.

## Fazy operacji
Od marca 2014 do stycznia 2017 przeprowadzono 39 etapów operacji Lava Jato. Obecnie (luty 2017) toczą się 1434 śledztwa, postawiono zarzuty 259 osobom, z których skazano 24. Skazani trafili do więzienia za następujące przestępstwa: korupcja, przestępstwa przeciwko międzynarodowym systemom finansowym, przemyt narkotyków, udział w organizacji przestępczej, pranie brudnych pieniędzy.

## Najważniejsze wydarzenia

### 2014
- Początek operacji Lava Jato w marcu. Do kwietnia na liście podejrzanych o przestępstwa korupcyjne i finansowe znalazło się 46 osób, a do aresztu trafiło 30. Wśród nich był ex-dyrektor Petrobras, Paulo Roberto Costa, oskarżony o udział w grupie przestępczej i przyjęcie 7,9 mln reali łapówki[7]. Zdecydował się złożyć obszerne zeznania i wyjawić policji kolejne nazwiska po tym, jak jego rodzina również została oskarżona o udział w grupie przestępczej i utrudnianie śledztwa[8].

### 2015
- Z polecenia prokuratora generalnego powstał portal z aktualnymi informacjami na temat śledztwa[9]. W ciągu roku od powstania, portal miał już milion odwiedzających.
- W czerwcu aresztowano prezesa firmy budowlanej Odebrecht, Marcelo Odebrechta. Został oskarżony o przekazanie ponad 500 mln reali łapówki w zamian za korzystne dla siebie rozstrzygnięcia przetargów publicznych[10]. 8 marca 2016 roku Marcelo Odebrecht został skazany na 19 lat więzienia za korupcję, pranie brudnych pieniędzy i udział w grupie przestępczej[11].
- W październiku prokurator Deltan Dallagnol oszacował wartość wszystkich łapówek, które przyjęły osoby objęte śledztwem na kwotę 10 miliardów reali[12]. W tym samym miesiącu śledczy Lava Jato potwierdzili, że Szwajcaria zablokowała 100 kont należących do osób, przeciwko którym było prowadzone dochodzenie i skonfiskowała 400 milionów dolarów[13].
- W grudniu policja przesłuchała byłego prezydenta Lulę, w związku z powiązaniami firmy Petrobras z politykami[14]. W tym samym miesiącu sędzia Sądu Najwyższego Teori Zavascki wydał zgodę na ujawnienie informacji podatkowej i bankowej przewodniczącego Senatu Renana Calheirosa, który był podejrzany o korupcję[15].

### 2016
- W styczniu prokurator generalny Rodrigo Janot ujawnił, że w latach 2006-2014 dokonano 161 aktów korupcji o wartości 357,9 mln reali, a w proceder zamieszana jest nie tylko firma Petrobras, ale także kilka partii politycznych. Petrobras i firmy z nią powiązane dokonywały przekazów pieniężnych na rzecz polityków partii PP, PT i PMDB – w gotówce i poprzez przelewy także zagraniczne[16].
- W lutym wyszły na jaw informacje o próbach wpływania na wybory w innych krajach poprzez wpłaty na kampanię wyborczą kandydatów przez firmę Odebrecht. I tak, prezydent Peru Ollanta Humala miał otrzymać 3 mln dolarów. Śledczych Lava Jato zainteresował też udział podejrzanych firm w kampaniach wyborczych w Angoli, Wenezueli, Argentynie, Panamie i Dominikanie. Wykryto m.in., że specjalista od marketingu w partii PT João Santana otrzymywał na swoje konto pieniądze, które następnie mogły trafić do kampanii Hugo Chaveza i Nicolasa Maduro w Wenezueli oraz José Eduardo dos Santos w Angoli. Firmy dawały łapówki zagranicznym politykom w zamian za korzystne kontrakty[17].
- W marcu gazeta "Isto É" podała informację, że senator partii PT Delcídio Amaral zeznał, iż były prezydent Lula próbował przekupić świadków, aby nie składali zeznań przeciwko niemu, a ówczesna prezydent Dilma Rousseff również próbowała wpłynąć na śledztwo, mianując sprzyjających jej sędziów. Amaral zeznał też, że zarówno Lula jak i Dilma, wiedzieli o korupcji w Petrobrasie[18].
- W tym samym miesiącu prokurator generalny Rodrigo Janot nawiązał współpracę ze służbami Szwajcarii, w wyniku czego na szwajcarskich kontach zamrożono łączną kwotę 70 milionów dolarów, należącą do osób będących na celowniku śledczych. Te środki miały wrócić do Brazylii. Strona szwajcarska potwierdziła, że w związku z tą sprawą otrzymała 340 zgłoszeń prania brudnych pieniędzy. Prokuratorzy zażądali wglądu do ponad tysiąca kont w 40 bankach[19].
- W kwietniu dziennikarskie śledztwo wykazało związek osób podejrzanych w śledztwie Lava Jato z aferą Panama Papers. Panamska firma prawnicza Mossack Fonseca założyła 107 kont dla 57 osób powiązanych z Petrobrasem, które służyły do prania pieniędzy[20].
- W maju prokurator generalny wysłał do Sądu Najwyższego wniosek o objęcie śledztwem prezydent Dilmę Rousseff, byłego prezydenta Lulę oraz byłego ministra sprawiedliwości José Eduardo Cardozo, którzy mieli utrudniać dochodzenie Lava Jato. Zarzutem przeciwko Dilmie było mianowanie stronniczego sędziego do Najwyższego Sądu Apelacyjnego (Supremo Tribunal de Justiça – STJ) w 2015 roku oraz mianowanie Luli szefem jej kancelarii rok później[21].
- We wrześniu aresztowano byłego ministra finansów w rządzie Luli i szefa kancelarii Dilmy Antonio Palocciego, który usłyszał zarzuty zagwarantowania firmie Odebrecht wygranych w przetargach publicznych[22].

### 2017
- W styczniu aresztowano przedsiębiorcę i właściciela Grupy EBX Eike Batistę, oskarżonego o przekazanie łapówki w wysokości 16,5 mln dolarów byłemu gubernatorowi Rio de Janeiro, Sérgio Cabralowi, aresztowanemu w grudniu 2015. Śledczy oszacowali, że wartość łapówek przyjętych przez Cabrala w czasach, gdy był gubernatorem Rio (2007-2014) wynosi ok. 100 mln dolarów[23].
- 19 stycznia w katastrofie lotniczej u wybrzeży stanu Rio de Janeiro zginął Teori Zavascki, sędzia sprawozdawca Lava Jato w Sądzie Najwyższym[24].
- 2 lutego na stanowisko sprawozdawcy wylosowano sędziego Edsona Fachina[25].
- 11 kwietnia sędzia Fachin przyjął wniosek prokuratora Rodrigo Janota (skierowany 14 marca 2017)[26] o wszczęcie postępowania przeciwko 76 politykom, w tym 8 ministrom, 24 senatorom, 39 deputowanym i 3 gubernatorom (Janot wnioskował o objęcie postępowaniem 83 polityków, ale Fachin wyłączył 7 osób ze śledztwa)[26]. Sędzia podjął decyzję, opierając się na zeznaniach 77 dyrektorów firmy Odebrecht, którzy oskarżyli polityków 11 partii o korupcję[27]. Fachin jednocześnie zdecydował o tym, aby skierować wnioski przeciwko 200 innym politykom do innych sądów, ponieważ Sąd Najwyższy nie jest autoryzowany do prowadzenia dochodzenia przeciwko tym osobom. Dotyczy to m.in. byłych prezydentów: Dilmy Rousseff, Luli da Silvy i Fernando Henrique Cardoso[28].
- 10 maja w Kurytybie odbyło się przesłuchanie byłego prezydenta Luli. Jest on podejrzany m.in. o przyjmowanie korzyści majątkowych od firmy budowlanej OAS - firma miała zapłacić R$ 3,7 mln za remont luksusowego apartamentu Luli w kompleksie Guarujá na wybrzeżu stanu São Paulo oraz za udostępnienie mu powierzchni magazynowej. Lula zaprzeczył twierdzeniom, że jest właścicielem apartamentu oraz że kiedykolwiek dostawał łapówki od OAS. Zaprzeczył również, że ukrywał bądź niszczył jakiekolwiek dowody, które mogłyby go obciążyć[29].
- 26 czerwca prokurator generalny Rodrigo Janot wniósł do Najwyższego Sądu Fenderalnego oskarżenie o korupcję przeciwko prezydentowi Michelowi Temerowi. Temer jest tym samym pierwszym urzędującym prezydentem Brazylii, który został oskarżony o przestępstwo korupcyjne. W akcie oskarżenia wskazano, że Temer przyjmował łapówki od firmy JBS, największego w Brazylii producenta mięsa. Joesley Batista, właściciel JSB miał przekazać Temerowi przez pośrednika R$ 500 tys. łapówki oraz obiecać w sumie R$ 38 mln w ciągu kolejnych dziewięciu miesięcy. Wniosek przekazano pod głosowanie Izby Deputowanych[30].
- 12 lipca sędzia Sérgio Moro skazał byłego prezydenta Lulę na 9,5 roku więzienia za korupcję i pranie brudnych pieniędzy. Do czasu rozpatrzenia apelacji Lula ma pozostać na wolności[31].

### 2018
- 24 stycznia sąd drugiej instancji stosunkiem głosów 3:0 podtrzymał wyrok skazujący Lulę i zwiększył karę do 12 lat i 1 miesiąca pozbawienia wolności.[32]

### 2019
- 9 czerwca 2019 roku newsportal The Intercept opublikował materiały, z których wynika, że sędzia Sérgio Moro nie zachował bezstronności. Działał jako doradca prokuratury, podpowiadając w jaki sposób i w jakiej kolejności skutecznie przedstawiać dowody przed sądem. Portal ujawnił też rozmowy oskarżycieli na platformie Telegram. Według zapisów rozmów, główny prokurator Deltan Dallagnol nie dysponował wystarczającymi dowodami przeciwko Luli, a celem oskarżenia było niedopuszczenie byłego prezydenta do ponownego kandydowania w wyborach w 2018 roku.[33]

## Zakończenie operacji
1 lutego 2021 r. rozwiązano zespół pracujący przy operacji Lava Jato, a informację tę podano do publicznej wiadomości dwa dni później. Prokuratorzy zaangażowani dotychczas w antykorupcyjne śledztwo, zostali przydzieleni do Specjalnej Grupy ds. Zwalczania Przestępczości Zorganizowanej (Gaeco) w stanie Paraná.

## Główne postacie

### Sędziowie
- Sérgio Moro – sędzia federalny stanu Paraná, specjalizuje się w przestępstwach finansowych. Zanim przystąpił do Lava Jato, zajmował się głośnymi procesami w sprawach przestępstw finansowych,takich jak operacja Banestado czy Mensalão[35].
- Vallisney Oliveira – odpowiedzialny za dochodzenie przeciwko byłemu prezydentowi Luli oraz za operację antykorupcyjną Zelotes
- Teori Zavascki – sędzia Sądu Najwyższego, sprawozdawca w sprawie Lava Jato, podejmuje decyzje komu zostanie przyznany immunitet. Po śmierci Teoriego Zavasckiego w wypadku lotniczym w styczniu 2017 roku, jego następcą w wyniku losowania został sędzia Edson Fachin[36].

### Prokuratorzy
- Deltan Dallagnol – specjalizuje się w przestępstwach finansowych w zakresie prania brudnych pieniędzy, jest koordynatorem jednostki specjalnej Lava Jato
- Rodrigo Janot – prokurator generalny, w grudniu 2016 roku przedstawił Sądowi Najwyższemu propozycję ugody w zamian za zeznania 77 dyrektorów firmy Odebrecht, którzy ujawniali powiązania korupcyjne przedsiębiorców i polityków[37].

### Politycy
- Eduardo Cunha (PMDB) – były przewodniczący Izby Deputowanych, oskarżony o “bierną korupcję” i pranie brudnych pieniędzy, podejrzany o przyjęcie R$ 25 mln łapówki. Aresztowany 19 października 2016 roku, oczekuje na proces w więzieniu[38].
- Renan Calheiros (PMDB) – były przewodniczący Senatu, oskarżony o “bierną korupcję” i pranie brudnych pieniędzy. Podejrzany w 12 procesach.
- Lula – były prezydent Brazylii, podejrzewany o przyjęcie korzyści majątkowej od firmy Odebrecht pod postacią wyposażenia i remontu luksusowego apartamentu. Kilkukrotnie przesłuchiwany przez policję, obecnie toczą się przeciwko niemu 2 procesy w ramach Lava Jato.